# نيمانيا ميلونوفيتش
نيمانيا ميلونوفيتش (سيريلية صربية: Немања Милуновић؛ مواليد 31 مايو 1989) هو لاعب كرة قدم صربي يجيد اللعب كمدافع لصالح نادي باتي بوريسوف في الدوري البيلاروسي الممتاز. حقق ميلونوفيتش أول ظهور له مع منتخب صربيا لكرة القدم في فوز ودي 2–1 على قبرص.

## مسيرته الكروية
لعب نيمانيا ميلونوفيتش خلال مسيرته الاحترافية مع 4 أندية في أربعة عشر موسمًا وسجل خلالها 21 هدفًا ضمن 247 مباراة. حيث فاز في موسم واحد بالكأس وفي ستة مواسم بالدوري.
خاض نيمانيا ميلونوفيتش مسيرته مع بوراتس تشاتشاك ‏ في موسم 2007–08 في المرة الأولى لمدة موسم واحد ثم في موسم 2009–10 لمدة موسم واحد، مشاركًا طوالها في 3 مباريات سجل خلالها هدفًا واحدًا. ثم انتقل إلى نادي ملادوست لوتشاني في موسم 2008–09 في المرة الأولى لمدة موسم واحد ثم في موسم 2010–11 ليلعب معه خمسة مواسم، حيث شارك طوالها في 153 مباراة سجل خلالها 12 هدفًا. لينتقل بعدها إلى نادي باتي بوريسوف في موسم 2015 ليلعب معه أربعة مواسم، مشاركًا في 59 مباراة سجل خلالها 6 أهداف. ثم انتقل إلى نادي النجم الأحمر بلغراد في موسم 2018–19 ولمدة موسمين، مشاركًا في 32 مباراة سجل خلالها هدفين.

## الأهداف الدولية
| الرقم | التاريخ      | المكان                          | المباراة | الخصم   | النتيجة | الحصيلة | المنافسة |
| ----- | ------------ | ------------------------------- | -------- | ------- | ------- | ------- | -------- |
| 1     | 31 مايو 2016 | ملعب كاراجورجه، نوفي ساد، صربيا | 2        | إسرائيل | 2–1     | 3–1     | ودية     |

## روابط خارجية
- نيمانيا ميلونوفيتش على موقع الاتحاد الأوربي (الإنجليزية)
- نيمانيا ميلونوفيتش على موقع قاعدة بيانات كرة القدم.إي يو (الإنجليزية)
- نيمانيا ميلونوفيتش على موقع بيانات كرة القدم. دي إي (الألمانية)
- نيمانيا ميلونوفيتش على موقع ناشيونال فوتبول تيمز (الإنجليزية)
- نيمانيا ميلونوفيتش على موقع Soccerbase.com (لاعب) (الإنجليزية)
- نيمانيا ميلونوفيتش على موقع Soccerway.com (الإنجليزية)
- نيمانيا ميلونوفيتش على موقع عالم كرة القدم.نت (الإنجليزية)
- نيمانيا ميلونوفيتش على موقع AS.com (الإسبانية)